# Courtland Mead
Courtland Robert Mead, född 19 april 1987 i Mission Viejo i Kalifornien, är en amerikansk skådespelare. Han har bland annat gjort den amerikanska originalrösten till Gus Griswald i Disney Channel-serien Rasten och dess långfilm Rasten: Uppdrag rädda sommarlovet.

## Filmografi (i urval)
- 1994 - Corrina, Corrina
- 1994 - Busungarna - Uh-Huh
- 1995 - Tom and Huck - Kusinen Sid
- 1996 - Kärlekens ögon
- 1997-2001 - Rasten - Gus Griswald (röst)
- 1997 - The Shining - Danny Torrance
- 1999 - Go - pojke
- 2001-2004 - Lloyd i rymden - Lloyd Nebulon (röst)
- 2001 - Rasten: Uppdrag rädda sommarlovet - Gus Griswald (röst)